# Canadian North
Seriously northen
Canadian North (code AITA : 5T ; code OACI : MPE) est une compagnie aérienne basée à Calgary en Alberta. Elle assure principalement des vols réguliers de passagers vers des communautés des Territoires du Nord-Ouest et du Nunavut. Elle assure également des vols vers des villes plus au sud du pays comme Edmonton et Ottawa. Sa principale base d'opération est située à Yellowknife dans les Territoires du Nord-Ouest. 

## Destinations

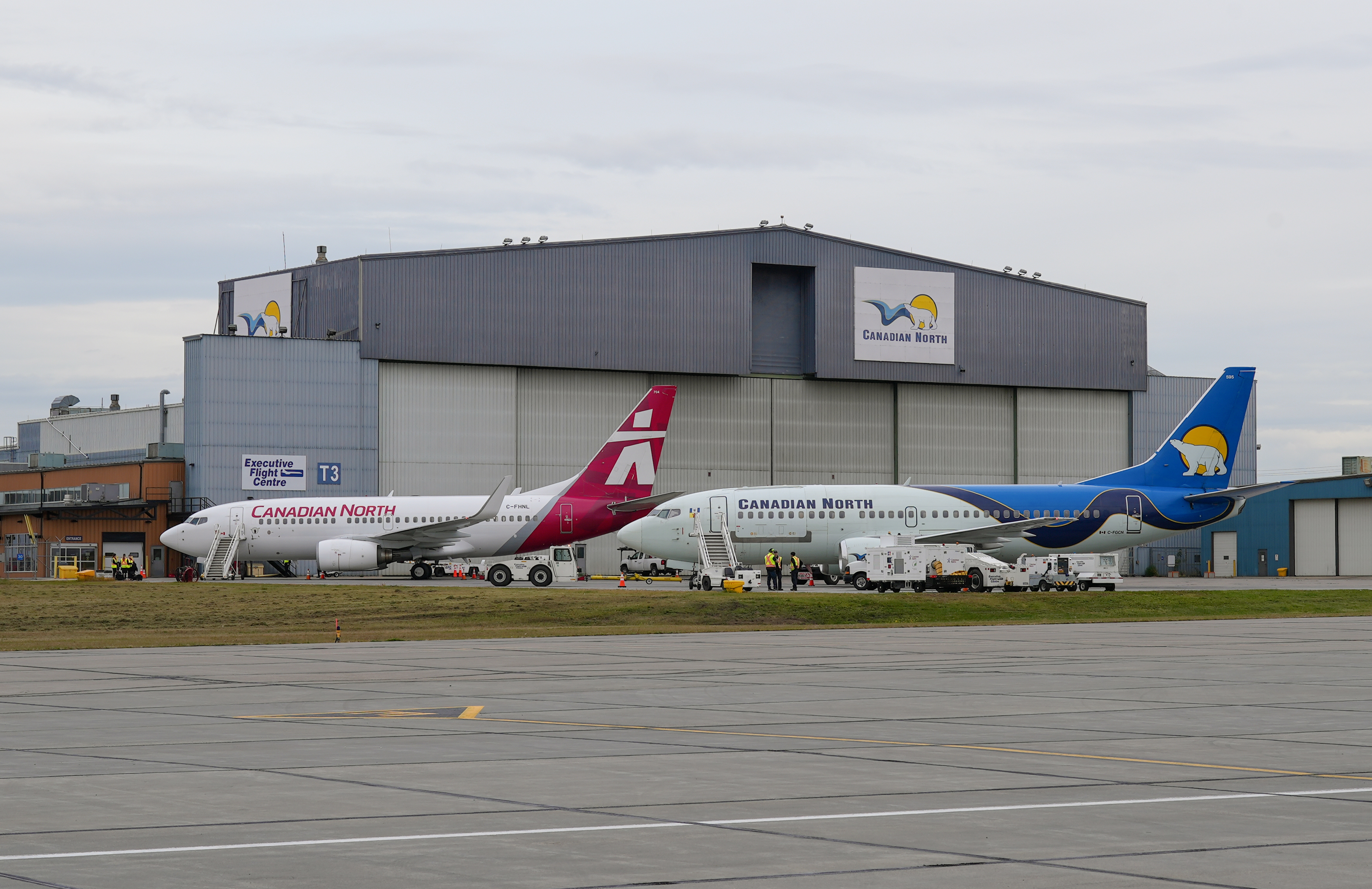
Boeing 737 stationné à Edmonton

## Flotte
Au mois d' avril 2025 Canadian North exploite les appareils suivants selon le registre de Transport Canada: 